# Ryan Chapuis
Pour les articles homonymes, voir Chapuis.
Pas d'image ? Cliquez ici

a Compétitions nationales et continentales officielles uniquement.

Dernière mise à jour le 24 janvier 2025.
Ryan Chapuis, né le 12 décembre 1997 à Neuilly-sur-Seine (Hauts-de-Seine), est un joueur français de rugby à XV. Il joue au poste de troisième ligne aile au Stade français Paris.

## Biographie
Ryan Chapuis commence la pratique du rugby à XV au Stade domontois RC avant de rejoindre l'équipe cadets du Stade français Paris en 2012 et passe toutes les étapes du centre de formation jusqu'à devenir capitaine de l'équipe espoirs.
Il dispute son premier match en Top 14 avec l'équipe professionnelle le 17 mars 2018 face au Racing 92. Ce match est sa seule apparition de la saison 2017-2018.
En juin 2022, il prolonge son contrat jusqu'en juin 2024.
En parallèle de sa carrière professionnelle, il encadre régulièrement des entrainements de l'école de rugby et des équipes cadets du Stade français.
Le 8 décembre 2024, il dispute son centième match sous les couleurs du Stade français face au Munster en Champions Cup et il est capitaine pour ce match.

## Palmarès
Néant.